# Pablo Carrozza
Pablo Nicolás Carrozza (Buenos Aires; 28 de septiembre de 1984) es un periodista y youtuber argentino especializado en fútbol.

## Trayectoria
Carrozza comenzó su trayectoria en las redes siendo conductor del programa Código de Barras de Radio Mitre cercano al año 2013, junto a Leandro Aguilera, Norberto Verea, Pablo Giralt, entre otros, dónde hablaba sobre los asuntos internos de barras bravas de Argentina sin censura. Un tiempo más tarde, formó parte de Futbol al horno de Canal 26 junto a Flavio Azzaro, programa que perduró hasta diciembre del año 2019.
En el marco de la Pandemia de COVID-19, Carrozza comenzó a hacer su propio medio de noticias en Twitter, dónde informaba situaciones paralelas al marco de la Primera División de Argentina y Primera B Nacional, esto lo llevó a cruzar discusiones con personas como Marcelo Díaz, Marcelo Moretti, entre otros. Carrozza comenzó a conseguir reconocimiento en la red social y también contó experiencias personales de vida, que lo llevaron a vincular tópicos recurrentes como la salud mental en el fútbol. En ese contexto inició su canal de YouTube, un medio de información independiente dónde a lo largo de los años se especializó en reclamos sociales del ámbito deportivo como las apuesta deportivas o sociedades anónimas deportivas en Argentina. También en su canal, entrevistó a barrabravas como Rafa Di Zeo, líder de La 12, Emiliano Coroniti, ex Los Borrachos del Tablón, entre otros.
En 2023, inició el programa Un día sin bardo, un estilo de pódcast junto a Emiliano Coroniti, Marcelo Toscano y Jorge Albarracin, el programa se centró principalmente en el fútbol, sin embargo, más tarde tomó rumbo al contexto socioeconómico y social de argentina.

## Vida personal
Carrozza, nacido en la Ciudad de Buenos Aires es hincha de Estudiantil Porteño, club del oeste de la ciudad, simpatizante activo del club Nacional de Uruguay y socio del Club Atlético Vélez Sarsfield.Fue uno de los primeros en anunciar la denuncia de violación sexual contra Sebastián Sosa, Abiel Osorio, José Florentín y Braian Cufré. A pesar de esto también hizo acusaciones sobre arreglos deportivos hacia su propio club.

## Programas
Televisión
- Fútbol al horno (Canal 26)

Youtube
- Un Día Sin Bardo
- Sindicato Vencido

Radio
- Código de Barras (Radio Mitre)

Redes
- Pablo Carrozza (YouTube)
- Carrozza (YouTube)

## Libros
- Yo no soy como esos: negocios, traiciones y muertes en la Barra de River (2015).[27][28]